# Auditoría General de la Nación
La Auditoría General de la Nación (AGN) de Argentina es un organismo del Estado central de este país que asiste técnicamente al Congreso de la Nación Argentina en el control externo del sector público nacional. Fue creada en 1992 por la ley n.º 24 156, sustituyendo en dicho rol a la Sindicatura General de Empresas Públicas (SiGEP) creada en 1978.
La auditoría general verifica el cumplimiento contable, legal y de gestión por parte del Poder Ejecutivo Nacional; controla la exposición completa, clara y veraz de las cuentas públicas y analiza la administración de los intereses fiscales, pero no coadministra: examina hechos, actos y documentos una vez finalizados los ejercicios contables de los entes que se haya decidido auditar. Con sus informes de auditoría, que incluyen comentarios, conclusiones y recomendaciones, asesora al Poder Legislativo sobre el ejercicio de la Administración Pública Nacional y la situación de la hacienda pública.
Por otra parte, el organismo encargado del control interno es la Sindicatura General de la Nación (SIGEN), creada simultáneamente por la misma ley de 1992.

## Historia
Fue creada en 1992 por la ley n.º 24 156, sancionada el 30 de septiembre de ese año y promulgada el 26 de octubre. Fue creada para desempeñar el rol de «ente de control externo del sector público nacional», bajo la dependencia del Congreso Nacional. La ley le encarga «…el control externo posterior de la gestión presupuestaria, económica, financiera, patrimonial, legal, así como el dictamen sobre los estados contables financieros de la administración central…» (art. 117, ley n.º 24 156).
También esta norma dispuso la disolución de la Sindicatura General de Empresas Públicas (SiGEP), ente de control externo creado en 1978 durante la dictadura autodenominada «Proceso de Reorganización Nacional».
Tras la reforma constitucional de 1994, el artículo 85 de la carta magna estableció:

El control externo del sector público nacional en sus aspectos patrimoniales, económicos, financieros y operativos, será una atribución propia del Poder Legislativo.

El examen y la opinión del Poder Legislativo sobre el desempeño y situación general de la administración pública estarán sustentados en los dictámenes de la Auditoría General de la Nación.

Este organismo de asistencia técnica del Congreso, con autonomía funcional, se integrará del modo que establezca la ley que reglamenta su creación y funcionamiento, que deberá ser aprobada por mayoría absoluta de los miembros de cada Cámara. El presidente del organismo será designado a propuesta del partido político de oposición con mayor número de legisladores en el Congreso.

Tendrá a su cargo el control de legalidad, gestión y auditoría de toda la actividad de la administración pública centralizada y descentralizada, cualquiera fuera su modalidad de organización, y las demás funciones que la ley le otorgue. Intervendrá necesariamente en el trámite de aprobación o rechazo de las cuentas de percepción e inversión de los fondos públicos.
Artículo 85 de la Constitución de la Nación Argentina

El texto constitucional previó que el Congreso sancionara una ley específica para reglamentar su creación y funcionamiento. Sin embargo, dicho mandato (que exige aprobación "por mayoría absoluta de los miembros de cada Cámara") permanece incumplido hasta la fecha. Este hecho ha provocado inestabilidad institucional en la AGN, a pesar de lo cual el organismo de control ha continuado su funcionamiento supletoriamente bajo el marco de la Ley 24.156.

## Objetivo y funciones
El objetivo primario de la Auditoría General de la Nación es contribuir a que se adopten decisiones eficaces, económicas y eficientes en materia de gastos e ingresos públicos. Según el Artículo 117 de la Ley 24.156: 

"Es materia de su competencia el control externo posterior de la gestión presupuestaria, económica, financiera, patrimonial, legal, así como el dictamen sobre los estados contables financieros de la administración central, organismos descentralizados, empresas y sociedades del Estado, entes reguladores de servicios públicos, Municipalidad de la Ciudad de Buenos Aires, y los entes privados adjudicatarios de procesos de privatización, en cuanto a las obligaciones emergentes de los respectivos contratos.(...)"

En cuanto a sus funciones, el Artículo 85 de la misma ley explica (en resumen):
- Fiscalizar el cumplimiento de las disposiciones legales y reglamentarias en relación con la utilización de los recursos del Estado,
- Realizar auditorías financieras, de legalidad, de gestión, exámenes especiales de las jurisdicciones y de las entidades bajo su control, así como las evaluaciones de programas, proyectos y operaciones. Estos trabajos podrán ser realizados directamente o mediante la contratación de profesionales independientes de auditoría;
- Auditar a unidades ejecutoras de programas y proyectos financiados por los organismos internacionales de crédito entre la Nación Argentina y dichos organismos;
- Examinar y emitir dictámenes sobre los estados contables financieros de los organismos de la administración nacional;
- Controlar la aplicación de los recursos provenientes de las operaciones de crédito público y efectuar los exámenes especiales que sean necesarios para formarse opinión sobre la situación de este endeudamiento;
- Auditar y emitir dictamen sobre los estados contables financieros del Banco Central de la República Argentina.
- Verificar que los órganos de la Administración mantengan el registro patrimonial de sus funcionarios públicos.
- Realizar exámenes especiales de actos y contratos de significación económica.

## Controversias
Las auditorías financieras buscan determinar si los estados contables de una empresa o dependencia del Estado son razonables.  Bajo la gestión de Leandro Despouy la Auditoría General de la Nación aumentó en un 151,7% la cantidad de personal entre 2002 y 2014, lapso en el cual, sin embargo, el organismo no logró aumentar su productividad, que se redujo en un 61,12%, según datos de la propia AGN.  Se necesitaron 1.095 empleados para realizar 238 informes de auditoría externa, lo que significa que se utilizó dos veces y media más de personal que hace doce años para realizar la misma cantidad de informes. Las auditorías financieras analizan los estados contables de las dependencias o empresas del Estado Nacional y el Banco Central de la República Argentina para determinar si exponen de forma razonable o no la información sobre sus ingresos, gastos, deuda, patrimonio y resultados. Como complemento a estas auditorías, se realiza un informe relativo al funcionamiento de los controles de los sistemas examinados.
En diciembre de 2014 el director de la AGN Leandro Despouy, perteneciente a la UCR, fue denunciado penalmente por el nombramiento de dos empleados de manera irregular, a los que además no se les conoce tareas. la denuncia fue formulada por el abogado Diego Rugilo, en el juzgado Federal de Sergio Torres. Los empleados a los que se acusa de "ñoquis" son el periodista Esteban Schmidt y el politólogo y escritor Franco Rinaldi. Según indicaron trabajadores de la Auditoría General de la Nación (AGN), el accionar de estos empleados contratados por Despouy en la planta permanente del organismo viola varios incisos de la Ley de Ética Pública.
En 2014 el abogado Diego Rugilo, denunció a Despouy por la malversación de fondos públicos y la violación de secretos, la denuncia fue realizada en el juzgado federal N°12, Fiscalía Federal N° 3 y la causa es la 11874/14.Según denunció Rugilo, la UCR habría convertido la AGN en una suerte de caja desde donde se financian empleados y desvían fondos para la candidatura presidencial del senador mendocino Ernesto Sanz, con ello la UCR estaría financiando un equipo de campaña desde el sector público con el dinero de la ciudadanía.
- Discrepancias en la liquidación de ATC S.A. (canal de televisión).
- Banco Nación tuvo deficiencias en los sistemas de preparación de los balances.[11]

En 2016 el abogado Ricardo Echegaray, extitular de la Administración Federal de Ingresos Públicos (AFIP) fue nombrado nuevo Auditor General por el primer partido de la oposición (en este caso el Partido Justicialista).  Fue removido por el oficialismo por la acusación de violación de secreto y falso testimonio, al dar a conocer que  Prat-Gay tenía una cuenta bancaria sin declarar en Suiza.

## Presidentes
| N.º | Auditor                           | Partido | Partido               | Periodo                                            |
| --- | --------------------------------- | ------- | --------------------- | -------------------------------------------------- |
| 1   | Enrique Paixao                    |         | Unión Cívica Radical  | 30 de septiembre de 1994 - 13 de diciembre de 1999 |
| 2   | Rodolfo Barra                     |         | Partido Justicialista | 13 de diciembre de 1999 - 1 de febrero de 2002     |
| 3   | Leandro Despouy                   |         | Unión Cívica Radical  | 21 de marzo del 2002 - 4 de enero de 2016          |
| 4   | Ricardo Echegaray                 |         | Partido Justicialista | 5 de enero de 2016 - 9 de agosto de 2016           |
| 5   | Oscar Lamberto                    |         | Partido Justicialista | 9 de agosto de 2016 - 5 de diciembre de 2019       |
| 6   | Francisco J. Fernández (interino) |         | Partido Justicialista | 6 de diciembre de 2019 - 2 de marzo de 2020        |
| 7   | Jesús Rodríguez                   |         | Unión Cívica Radical  | 3 de marzo de 2020 - 12 de diciembre de 2023       |
| 8   | Juan Manuel Olmos                 |         | Partido Justicialista | 12 de diciembre de 2023 - en el cargo              |

## Composición
De acuerdo a la ley, la auditoria general se constituye por siete miembros que duran ocho años en su cargo pudiendo ser reelegidos. Tres miembros provienen de la Cámara de Diputados (cámara baja) y tres del Senado (cámara alta); y el séptimo, que es presidente del ente, es elegido conjuntamente por ambas cámaras.
| Auditor                      | Propuesto por       | Partido | Partido                       | Periodo actual       |
| ---------------------------- | ------------------- | ------- | ----------------------------- | -------------------- |
| Jesús Rodríguez (presidente) | Oposición           |         | Unión Cívica Radical          | 3 de marzo de 2020 - |
| María Graciela de la Rosa    | Senado de la Nación |         | Partido Justicialista         | 2017 - 2025          |
| Francisco Javier Fernández   | Senado de la Nación |         | Partido Justicialista         | 2017 - 2025          |
| Alejandro Nieva              | Senado de la Nación |         | Unión Cívica Radical          | 2017 - 2025          |
| Juan Ignacio Forlón          | Cámara de Diputados |         | Partido Justicialista         | 2016 - 2024          |
| Gabriel Mihura Estrada       | Cámara de Diputados |         | Frente Renovador              | 2016 - 2024          |
| Miguel Ángel Pichetto        | Cámara de Diputados |         | Encuentro Republicano Federal | 2020 - 2024          |

## Cooperación internacional
La Auditoría General de la Nación ha desarrollado en los últimos años programas de cooperación con las entidades fiscalizadoras de otros países, es miembro pleno de la International Organisation of Supreme Audit, que nucle a las organizaciones fiscalizadoras de todo el mundo y de la Organización Latinoamericana y del Caribe de Entidades Fiscalizadoras Superiores, OLACEFS.

## Edificio
Su sede se encuentra en Avenida Rivadavia 1745, Monserrat, Ciudad de Buenos Aires. El edificio, que anteriormente perteneció al Instituto Biológico Argentino y posteriormente al Instituto Nacional de Previsión Social debió ser puesto en valor y renovado. Las obras iniciaron en 1999 y fueron concluidas en 2014. Mediante la Ley Nacional 27.013 el Congreso de la Nación Argentina dispuso denominar “Presidente Dr. Raúl Ricardo Alfonsín” al edificio.